# Acacia argyraea
Acacia argyraea é uma espécie de leguminosa do gênero Acacia, pertencente à família Fabaceae.